# Marcin Oskar Czarnik
Marcin Oskar Czarnik (ur. 14 sierpnia 1993 w Czudcu) – polski pisarz i dziennikarz.

## Życiorys
Marcin Czarnik urodził się 14 sierpnia 1993 w Czudcu. Po ukończeniu studiów polonistycznych w Rzeszowie wyjechał do Krakowa. Studiował edytorstwo na Uniwersytecie Jagiellońskim.
W 2020 został finalistą projektu Pierwsza książka prozą organizowanego przez Biuro Literackie i pracował nad warsztatem pisarskim pod opieką Jakuba Kornhausera. W 2021 ponownie został finalistą projektu, tym razem uczestniczył w warsztatach prowadzonych przez Dariusza Sośnickiego.

## Twórczość
Recenzje filmowe i teksty krytyczne publikował we „Wprost”, „Magazynie Film” oraz na Film.org.pl.
Jako prozaik zadebiutował opowiadaniami Agresty w czerwcu 2020 w „Twórczości”. Utwory prozatorskie publikował też w „Fabulariach”, „Frazie”, „Kontencie”, „Miesięczniku ZNAK” i ponownie „Twórczości”.
Jego pierwsza książka o tytule Misterium ukazała się we wrześniu 2023 roku nakładem Wydawnictwa Nisza i spotkała się z pozytywnym odbiorem krytyków. W lipcu 2024 Czarnik podpisał umowę na drugą książkę z Wydawnictwem Filtry. Powieść pt. Trzy dni, trzy noce trafi do księgarń w październiku 2025.

## Publikacje
- Misterium (2023),
- Trzy dni, trzy noce (2025).

## Nagrody
- Nagroda Krakowa Miasta Literatury UNESCO 2023[24],
- Nagroda Krakowa Miasta Literatury UNESCO 2025[25].
- Stypendium Twórcze Miasta Krakowa 2025[26].